# 3. Klavierkonzert (Beethoven)
Das Klavierkonzert Nr. 3 c-Moll, op. 37 ist das dritte Klavierkonzert von Ludwig van Beethoven.

## Entstehung
Das Werk entstand in den Jahren 1800 bis 1803. Es ist Prinz Louis Ferdinand von Preußen gewidmet. Es wurde mit Beethoven als Solist am 5. April 1803 in Wien uraufgeführt. Beethovens Freund Ignaz von Seyfried, der auf Beethovens Bitte hin während der Uraufführung die Noten umblätterte, berichtete später, dass diese bis auf ein paar „mir rein unverständliche ägyptische Hieroglyphen“ leer waren.

## Zur Musik

### Orchesterbesetzung
Zwei Flöten, zwei Oboen, zwei Klarinetten, zwei Fagotte, zwei Hörner, zwei Trompeten, Pauken, Streicher

### Satzbezeichnungen

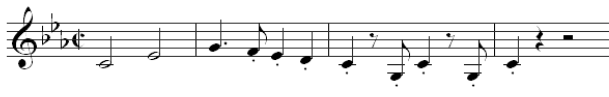
Einleitung des 1. Satzes, gespielt von den Streichern

1. Allegro con brio
2. Largo

3. Allegro

### Hörbeispiele
1. Satz:
2. Satz:
3. Satz:

### Charakterisierung
Beethovens 3. Klavierkonzert ist das einzige Klavierkonzert des Komponisten in einer Moll-Tonart.
Es gilt als sein erstes Klavierkonzert mit sinfonischen Merkmalen, was der Gattung des Klavierkonzerts aus dem Salon in den Konzertsaal verhelfen sollte. Fortschritte im Klavierbau begünstigten diese Entwicklung. Als Vorbilder könnten Beethoven Wolfgang Amadeus Mozarts Klavierkonzerte KV 466 (in d-Moll) und KV 491 (in c-Moll) gedient haben; beide Werke wurden von Beethoven sehr bewundert. Beethovens c-Moll-Konzert und Mozarts KV 491 haben einen gebrochenen Akkord in den Streichern als Kopfmotiv, eine Pauke im Kadenzausgang sowie zwischen Kadenz und Schlusstakt eine Ausführung der Coda durch das Klavier gemeinsam.